# 拜瑟河
51°4′44.4″N 9°32′54.5″E / 51.079000°N 9.548472°E
拜瑟河（德語：Beise），是德國的河流，位於該國中部，由黑森州負責管轄，屬於福達河的左支流，河道全長20.8公里，流域面積63.2平方公里，河口處在馬爾斯費爾德附近。